# Larimichthys
Genre
Larimichthys est un genre de poissons de la famille des Sciaenidae, de l'ordre des Perciformes.

## Liste des espèces
- Larimichthys crocea (Richardson, 1846)
- Larimichthys pamoides (Munro, 1964)
- Larimichthys polyactis (Bleeker, 1877) - courbine jaune